# Didrik Eng Strand
Didrik Eng Strand is een schaatser uit Noorwegen.
In 2024 werd hij allround wereldkampioen bij de junioren.

## Records

### Persoonlijke records
| Afstand     | Tijd     | Datum            | Baan         |
| ----------- | -------- | ---------------- | ------------ |
| 500 meter   | 36,22    | 18 januari 2025  | Calgary      |
| 1000 meter  | 1.10,83  | 3 november 2024  | Stavanger    |
| 1500 meter  | 1.45,57  | 24 januari 2025  | Calgary      |
| 3000 meter  | 3.47,95  | 3 februari 2024  | Hachinohe    |
| 5000 meter  | 6.27,63  | 10 februari 2024 | Hachinohe    |
| 10000 meter | 14.18,25 | 22 december 2024 | Kristiansund |

(laatst bijgewerkt: 23 februari 2025)

## Resultaten
| Jaar | WK Afstanden           | Wereldbeker                        | WK Junioren                                                                                 |
| ---- | ---------------------- | ---------------------------------- | ------------------------------------------------------------------------------------------- |
| 2023 |                        |                                    | 6e allround · 24e 500m · 16e 1000m · 11e 1500m · 12e 5000m · achtervolging · 7e teamsprint  |
| 2024 |                        |                                    | allround · 13e 500m · 5e 1000m · 1500m · 5000m · achtervolging · teamsprint                 |
| 2025 | 7e 1500m 4e teamsprint | 59e 1000m 19e 1500m 26e massastart | allround · 8e 500m · 1000m · 1500m · 4e 5000m · 16e massastart · achtervolging · teamsprint |